# Jesse Spencer
Jesse Gordon Spencer (Melbourne, 12 febbraio 1979) è un attore e musicista australiano, noto soprattutto per il ruolo di Billy Kennedy in Neighbours (1994-2000), del dottor Robert Chase in Dr. House - Medical Division (2004-2012) e del capitano Matthew Casey in Chicago Fire.

## Biografia

### Carriera
Ottiene il suo primo ruolo di rilievo nel 2001, recitando nel film Due gemelle a Londra al fianco di Mary-Kate e Ashley Olsen.
Nel 2003 prende parte al film di Russell Mulcahy, Una bracciata per la vittoria; sempre nello stesso anno recita nel film Le ragazze dei quartieri alti di Boaz Yakin.
A partire dal 2004 diventa uno dei protagonisti della serie televisiva Dr. House - Medical Division interpretando il ruolo del dottor Robert Chase, recitando la parte fino alla fine della serie nel 2012.
Recita la parte del capitano dei vigili del fuoco Matthew Casey a partire dal 2012, nella serie Chicago Fire.
All'inizio della decima stagione di Chicago Fire lascia la serie dopo 200 episodi per altri progetti.

### Vita privata
Ha due fratelli maggiori, Tarney, un chirurgo oculoplastico, e Luke, un chirurgo ortopedico, e una sorella minore di nome Polly. Suona il pianoforte, la chitarra, il basso e il violino da quando era piccolo.
Tra il 2004 e il 2007 ha avuto una relazione con la collega Jennifer Morrison.

## Filmografia

### Attore

#### Cinema
- Due gemelle a Londra (Winning London), regia di Craig Shapiro (2001)
- Una bracciata per la vittoria (Swimming Upstream), regia di Russell Mulcahy (2003)
- Le ragazze dei quartieri alti (Uptown Girls), regia di Boaz Yakin (2003)
- Flourish, regia di Kevin Palys (2006)
- Tell-Tale, regia di Greg Williams (2010)
- Skum Rocks!, regia di Clay Westervelt (2013)
- The Girl Is in Trouble, regia di Julius Onah (2015)

#### Televisione
- Time Trax – serie TV, episodio 2x04 (1994)
- Neighbours – serial TV, 407 puntate (1994-2005)
- Lorna Doone, regia di Mike Barker – film TV (2000)
- La maledizione del talismano (Curse of the Talisman), regia di Colin Budds – film TV (2001)
- Lost - Dispersi nell'oceano (Stranded), regia di Charles Beeson – film TV (2002)
- Always Greener – serie TV, episodio 2x11 (2002)
- Death in Holy Orders – serie TV, episodi sconosciuti (2003)
- Dr. House - Medical Division (House M.D.) – serie TV, 164 episodi (2004-2012) – Robert Chase
- Blue Heelers - Poliziotti con il cuore (Blue Heelers) – serie TV, episodio 12x19 (2005)
- Chicago Fire – serie TV, 200 episodi (2012-2021) Matthew Casey
- Chicago P.D. - serie TV, 7 episodi (2014) Matthew Casey
- Chicago Med - serie TV, 3 episodi (2017) Matthew Casey

### Doppiatore
- Hercules – serie animata, episodio 1x33 (1998)

## Doppiatori italiani
Nelle versioni in italiano delle opere in cui ha recitato, Jesse Spencer è stato doppiato da:
- Stefano Crescentini in Due gemelle a Londra, Dr. House - Medical Division, Chicago Fire, Chicago PD, Chicago Med
- Francesco Pezzulli in Le ragazze dei quartieri alti
- David Chevalier in Una bracciata per la vittoria
- Daniele Natali ne La maledizione del talismano